# Щёлковский путепровод (Москва)

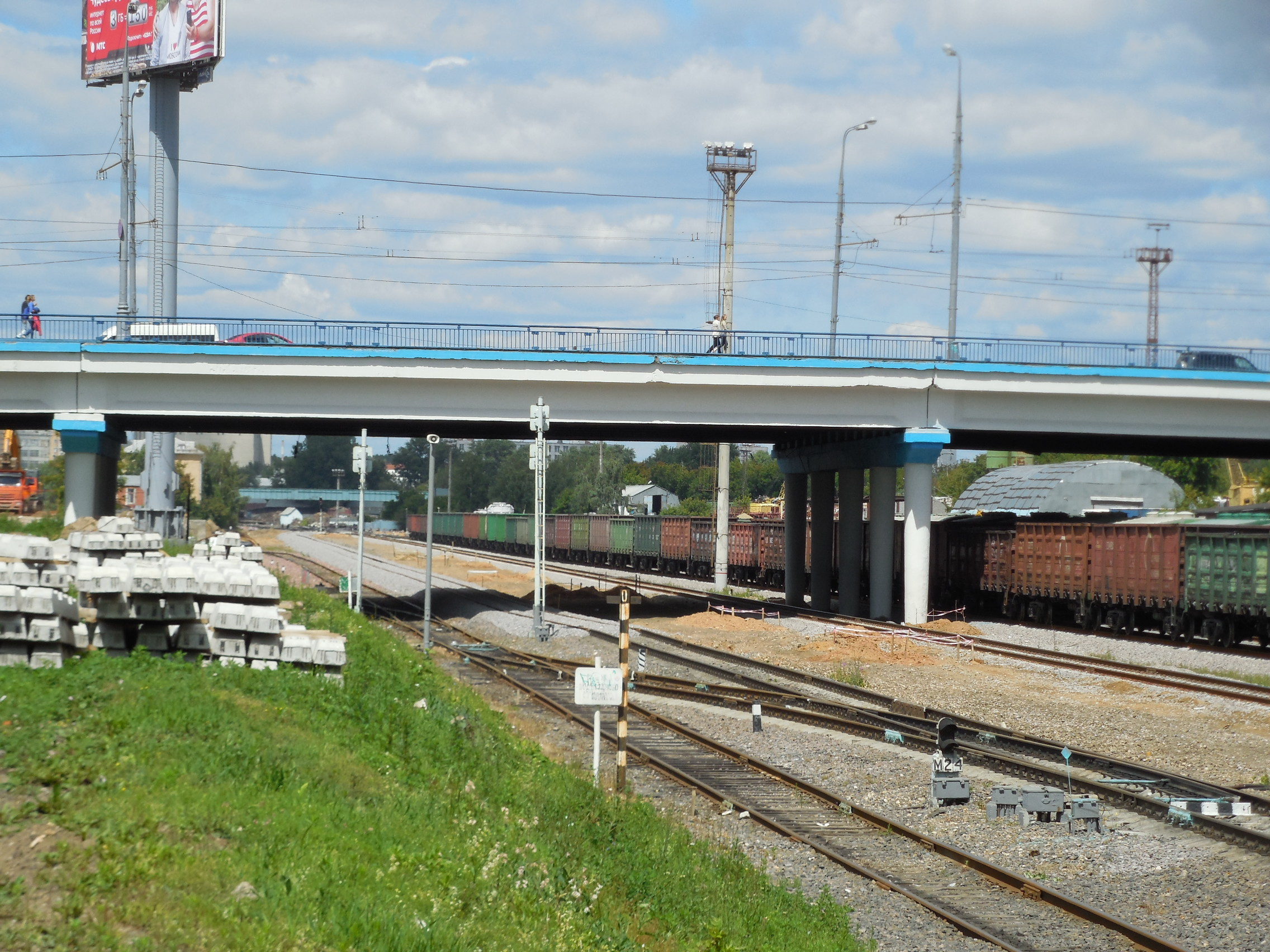
Вид на Щёлковский путепровод с юга на север (2014)

Щёлковский путепрово́д — автомобильно-пешеходный мост-путепровод на востоке города Москвы на территории районов «Преображенское», «Измайлово» и «Гольяново». ВАО над железнодорожной станцией Черкизово Малого кольца Московской железной дороги; путепровод соединяет Большую Черкизовскую улицу (исторический район Черкизово) и Щёлковское шоссе (исторический район Калошино). К восточной части путепровода примыкают Амурская улица и Вернисажная улица (бывш. Проектируемый проезд 890). От Щёлковского шоссе путепровод и получил название. Под путепроводом проходит Окружной проезд с внутренней стороны МК МЖД; и Вернисажная улица с наружной стороны МК МЖД.
Сооружён в 1969 году при расширении Большой Черкизовской улицы и прошёл немного севернее ранее существовавшего здесь двухполосного путепровода через Малое кольцо Московской железной дороги. Авторы проекта: инженер В. Н. Константинов и архитектор К. Н. Яковлев.

## Конструкция
- Длина: 260,7 метра.
- Ширина: 38,6 метра[3].
- Ширина проезжей части: (8 полос: по 4 в каждом направлении).
- Ширина тротуаров: 2×1,5 метра[4].
- Опоры: 4 промежуточных пилона, каждый из которых поддерживают по 5 колонн.

## Соседние путепроводы через железнодорожные пути Малого кольцаОкружной МЖД
- По часовой стрелке — Измайловский путепровод
- Против часовой стрелки — Мытищинский путепровод

## Троллейбусная контактная подвеска
- По путепроводу проходила троллейбусная контактная подвеска в обоих направлениях — демонтирована в 2020 году.
- Под путепроводом также была смонтирована троллейбусная контактная подвеска для разворота машин, следовавших из центра до остановки «Стадион „Локомотив“»; демонтирована.

## Перспективы развития
Ожидавшаяся реконструкция в ходе строительства четвёртого транспортного кольца (в дальнейшем — Северо-Восточной хорды), с расширением проезжей части путепровода на 4 метра так и не была реализована.
Планировавшиеся дополнительные съезды: на Окружной проезд и 4ТК — также не были реализованы.

## Транспорт

### Наземный транспорт
- Автобусы № т32, т41, т83, 34, 34к, 52, 171, 230, 716, 974

### Ближайшая станция метро
- Станция метро «Черкизовская» — в 150 метрах, с крытым переходом на станцию «Локомотив» МЦК (открыта 10 сентября 2016 года).

### Железнодорожный транспорт
- Платформа «Локомотив» Московского центрального кольца.
- Черкизово: грузовая железнодорожная станция окружной МЖД.
- Восточный вокзал (проектное название: Черкизовский): располагается в непосредственной близости, а обе его пассажирские платформы проходят под путепроводом.

### На картах
- Карты Яндекс — Щёлковский путепровод.
- Google Maps — Щёлковский путепровод.
- WikiMapia — Щёлковский путепровод на сайте WikiMapia
- Щёлковский путепровод мост
- Щёлковский путепровод на mom.ru